# Étienne de Sauvage
 (septembre 2018).
Si vous disposez d'ouvrages ou d'articles de référence ou si vous connaissez des sites web de qualité traitant du thème abordé ici, merci de compléter l'article en donnant les références utiles à sa vérifiabilité et en les liant à la section « Notes et références ».
Pour les articles homonymes, voir Sauvage (homonymie).
Étienne, comte de Sauvage est un homme politique libéral belge, né à Liège le 24 décembre 1789 et décédé à Bruxelles le 24 août 1867.

## Biographie
Il soutient très tôt l'unionisme. En 1829, il est vice-président de l'Association constitutionnelle. En septembre 1830, il devient membre de la commission de sûreté publique de Liège, puis gouverneur de la province de Liège. Il est nommé par le régent Surlet de Chokier pour former le deuxième gouvernement de la Belgique indépendante. Il sollicite Joseph Lebeau, allant ainsi à l'encontre des opinions francophile du régent (en effet, Joseph Lebeau s'était fait connaître pour son combat au Congrès national contre la candidature de Louis d'Orléans). Il participe ensuite au gouvernement en tant que ministre de l'Intérieur, mais en laisse la direction à Joseph Lebeau.
Il est à nouveau ministre de l'intérieur dans le gouvernement de Félix de Muelenaere, jusqu'au 3 août 1831, quand il est remplacé par Charles de Brouckère.
Il est nommé par le roi Léopold Ier, le 4 octobre 1832, au poste de président de chambre à la Cour de cassation, ce qui le force à démissionner de son mandat de député.

## Armoiries
| Armoiries de la famille de Sauvage | Armoiries de la famille de Sauvage |
| ---------------------------------- | --- |
|                                    | Blasonnement :"Parti : au 1er d'or à un sauvage de carnation, barbé de sable, ceint et couronné de lierre de sinople, tenant une masse aussi de sable sur l'épaule droite ; au 2 d'azur, au lion d'or, armé et lampassé de gueules." |

## Sources
- E. DUCHESNE, "Étienne de Sauvage" in: Biographie nationale de Belgique, T. XXI, 1911-1913, col. 439-440)
- Baron MEYERS, "Un procès politique à Liège en 1821", Discours de rentrée, Liège 1930.
- Paul HARSIN, "Liège et la Révolution de 1830", Liège 1930.
- P. HANQUET, "Étienne de Sauvage", in: Les Gens de robe liégeois et la révolution belge, Liège, G. Thone, 1930, blz. 293-298)
- José ANNE DE MOLINA, "Notices biographiques des présidents du Conseil héraldique", in: Chr. HOOGSTOEL-FABRI (dir), Le droit nobiliaire et le Conseil héraldique, Brussel, 1994.
- Oscar COOMANS DE BRACHÈNE, "État présent de la noblesse belge", Annuaire 1998, Brussel, 1998.